# Rio Imbaú
Der Rio Imbaú ist ein Fluss im Inneren des brasilianischen Bundesstaats Paraná.

## Etymologie und Geschichte
Der Tupí-Begriff imbau bedeutet aus dem Wasserstrahl/der Wasserröhre trinken. Älteren Einwohnern zufolge ist der Name auf eine Wasserquelle zurückzuführen, die sich an der Straße befindet, an der die Rodovia do Café (BR-376) gebaut wurde, und die von den Durchreisenden aufgesucht wurde, um ihren Durst zu stillen.

## Geografie

### Lage
Das Einzugsgebiet des Rio Imbaú befindet sich auf dem Terceiro Planalto Paranaense (Dritte oder Guarapuava-Hochebene von Paraná).

### Verlauf
Sein Quellgebiet liegt im Munizip Reserva auf 849 m Meereshöhe am Nordhang der Serra São Roque etwa 11 km südlich der Ortschaft Reserva.
Der Fluss verläuft in mehreren großen Bögen mit vielen kleinen Windungen in nordöstlicher Richtung.
Er fließt zwischen den Munizipien Tibagi und Telêmaco Borba von links in den Rio Tibaji. Er mündet auf 658 m Höhe. Die Entfernung zwischen Ursprung und Mündung beträgt 41 km. Er ist etwa 105 km lang.

### Munizipien im Einzugsgebiet
Die Liste der Munizipien umfasst nach dem Quellort Reserva nur noch Tibagi rechts des Flusses und Imbaú sowie Telêmaco Borba an seinem linken Ufer.